# Werner Mattle
Werner Mattle, né le 6 novembre 1949 à Oberrietet originaire d'Arosa, est un skieur alpin suisse qui a mis fin à sa carrière sportive à la fin de la saison 1975.

## Palmarès

### Jeux olympiques d'hiver
| Épreuve / Édition | Descente | Slalom géant | Slalom |
| JO 1972 Sapporo   | —        | Bronze       | —      |

### Championnats du monde
| Épreuve / Édition | Descente | Slalom géant | Slalom | Combiné |
| JO 1972 Sapporo   | —        | Bronze       | —      | —       |

### Coupe du monde
- Meilleur résultat au classement général : 26e en 1972
- 1 victoire : 1 géant

#### Saison par saison
- Coupe du monde 1972 :
  - Classement général : 26e
    - 1 victoire en géant : Adelboden
- Coupe du monde 1975 :
  - Classement général : 33e